# Andrena fedtschenkoi
Andrena fedtschenkoi är en biart som beskrevs av Morawitz 1876. Andrena fedtschenkoi ingår i släktet sandbin, och familjen grävbin. Inga underarter finns listade i Catalogue of Life.